# 54e division d'infanterie (Empire allemand)
La 54e division d'infanterie  est une unité de l'armée allemande créée en 1915 qui participe à la Première Guerre mondiale. Au cours de l'été 1915, la division est transférée sur le front de l'est et participe à la poursuite des troupes russes jusqu'au Niémen. À l'automne 1915, la 54e division d'infanterie est de retour sur le front de l'ouest.
En 1916, la division est engagée dans la bataille de Verdun initialement dans le secteur de la cote 304, puis sur la rive droite vers Fleury avant d'être repoussée en octobre au-delà du fort de Douaumont. En 1917, elle participe aux batailles du Chemin des Dames et de Passchendaele où elle subit des pertes très importantes. À l'automne 1917, elle reçoit de plein fouet l'attaque de chars de la bataille de Cambrai. En 1918, la 54e division intervient dans un second temps dans l'offensive Michael, avant de participer aux différents combats défensifs de l'été et de l'automne. À la fin des combats, la division est transférée en Allemagne et dissoute au cours de l'année 1919.

## Première Guerre mondiale

### Composition

#### 1915 - 1916
- 108e brigade d'infanterie

84e régiment d'infanterie (de)
27e régiment d'infanterie de réserve
90e régiment d'infanterie de réserve
- 1 escadron du 17e régiment de hussards
- 54e brigade d'artillerie de campagne

107e régiment d'artillerie de campagne (6 batteries)
108e régiment d'artillerie de campagne (6 batteries)
- 107e et 108e compagnie de pionniers

#### 1917
- 108e brigade d'infanterie

84e régiment d'infanterie « von Manstein » (régiment d'infanterie de Schleswig)
27e régiment d'infanterie de réserve
90e régiment d'infanterie de réserve
- 1 escadron du 17e régiment de hussards du Brunswick
- 54e commandement divisionnaire d'artillerie

108e régiment d'artillerie de campagne (9 batteries)
- 107e et 108e compagnie de pionniers

#### 1918
- 108e brigade d'infanterie

84e régiment d'infanterie « von Manstein » (régiment d'infanterie de Schleswig)
27e régiment d'infanterie de réserve
90e régiment d'infanterie de réserve
- 1 escadron du 17e régiment de hussards du Brunswick
- 54e commandement divisionnaire d'artillerie

108e régiment d'artillerie de campagne (9 batteries)
54e bataillon d'artillerie à pied
- 138e bataillon de pionniers

### Historique
la division est formée en mars 1915 par l'arrivée du 84e régiment d'infanterie issu de la 18e division d'infanterie, du 90e régiment d'infanterie provenant de la 18e division de réserve et du 27e régiment d'infanterie de réserve issu de la 7e division d'infanterie.

#### 1915
- mars : formation de la division dans la région de Guise.
- avril - 18 juillet : mouvement en Champagne et occupation d'un secteur du front vers Perthes-lès-Hurlus.
- 18 - 25 juillet : retrait du front, transport par V.F. sur le front de l'est.
- 25 juillet - 19 septembre : occupation d'un secteur le long du Narew, puis du Niémen[1].

25 juillet - 3 août : concentration le long du Narew au sud d'Ostrolenka. À partir du 27 juillet combat pour le franchissement du Narew, prise d'Ostrolenka le 3 août.
4 - 7 août : combat autour de Orz-Bach.
8 - 10 août : combat vers Ostrov.
11 - 12 août : combat vers Tschishew-Sambrow.
13 - 18 août : poursuite des troupes russes entre le Narew et le Nurzec.
19 - 25 août : combat pour la prise de Bielsk.
26 août - 5 septembre : combat vers le Swislocz et sur la Naumka-Werecia.
6 - 16 septembre : combat vers Rotra-Abschnitt, autour de Skidziel et de Lawna. Combat vers Wolkowyszk. Poursuite des troupes russes sur le Niémen et la Bérézina.
16 - 17 septembre : combat le long de la Szczara et de Jelnia.
18 - 19 septembre : la division atteint les marais lituaniens.
- 19 septembre - 1er octobre : retrait du front, transport par V.F. vers le front de l'ouest.
- 1er - 10 octobre : mise en réserve de l'OHL.
- 11 octobre 1915 - janvier 1916 : mouvement vers le front, occupation d'un secteur vers Quennevières et Moulin-sous-Touvent.

#### 1916
- janvier - 11 mai : retrait du front, mouvement vers La Fère ; repos. Travaux défensifs dans le secteur entre Soissons et Craonne.

10 mars : prise du bois des Buttes à La Ville-aux-Bois.
- 11 mai - 3 novembre : retrait du front, mouvement dans la région de Verdun. Engagée dans la bataille de Verdun dans le secteur de la cote 304.

29 juin : attaque au sud du bois Camard. À partir du 11 septembre, la division est transférée sur la rive droite de la Meuse, dans le secteur au nord de Fleury.
24 octobre : la division est repoussée, par l'attaque française, au nord du fort de Douaumont avec des pertes très lourdes.
- 4 novembre 1916 - 15 avril 1917 : mouvement de rocade, la division occupe un secteur du front dans la région de Flirey.

#### 1917
- 15 - 21 avril : retrait du front, transport par V.F. en Champagne. Mise en réserve dans la région d'Asfeld.
- 21 avril - 10 mai : mouvement vers le front en renforcement dans le secteur de Berry-au-Bac. Engagée dans la bataille du Chemin des Dames.

4 mai : attaque française sur le secteur de Juvincourt, fortes pertes pour la division dont 650 prisonniers.
- 10 mai - 24 juillet : retrait du front. À partir du 15 mai, occupation d'un secteur du front à l'est de Reims dans la région au sud de Sommepy[n 1].
- 25 juillet - 4 août : retrait du front, transport par V.F. de Machault pour Charleville[1] ; repos. Puis le 4 août, transport par V.F. en Belgique.
- 5 - 19 août : engagée dans la bataille de Passchendaele. Le 16 août, la division subit avec de fortes pertes une attaque britannique.
- 20 août - 7 décembre : retrait et mouvement vers un secteur calme dans la région de Cambrai entre Havrincourt et Villers-Plouich. À partir du 20 novembre, elle est engagée dans la bataille de Cambrai lors de l'attaque par les chars britanniques[n 2].
- 7 décembre 1917 - 17 février 1918 : retrait du front, transport par V.F. en Lorraine ; repos et réorganisation. La division reçoit le renfort de plus de 3 000 hommes[2]. Elle occupe un secteur du front au nord de Nancy.

#### 1918
- 17 février - 21 mars : relevée par la 48e division de Landwehr (de)[2]. Transport par V.F. à partir du 24 février de Dieuze vers Metz, Sedan, Charleville, Mons et Valenciennes, repos et instruction dans la région de Douai.
- 21 mars - 6 avril : engagée dans l'offensive Michael ; placée en renfort en seconde ligne, la division progresse par étapes vers Péronne et atteint Rosières-en-Santerre le 2 avril.

5 avril : attaque sur Moreuil.
- 6 - 10 avril : retrait du front, repos en seconde ligne.
- 10 - 18 avril : mouvement vers le front, occupation d'un secteur au sud de Thennes.
- 18 avril - 22 mai : retrait du front, mouvement vers Cambrai ; repos.
- 22 mai - 20 juin : relève de la 183e division d'infanterie[2] et occupation d'un secteur du front dans la région de Ville-sur-Ancre.
- 20 juin - 3 août : relevée par la 107e division d'infanterie[2], retrait du front ; repos au nord de la Somme.
- 3 août - 1er septembre : occupation d'un secteur du front vers Antheuil, puis vers Lassigny.
- 1er - 10 septembre : mouvement de rocade, relève de la 105e division d'infanterie au nord-est de Noyon[2].
- 10 - 25 septembre : retrait du front, repos.
- 25 septembre - 12 octobre : relève de la 232e division d'infanterie (de) au nord-est d'Hargicourt ; combats autour du Cateau[2].
- 12 octobre - 2 novembre : retrait du front ; repos et mise en réserve dans la région de Landrecies.
- 2 - 11 novembre : mouvement vers le front, combats autour d'Ors et vers Fontaine-au-Bois le 8 novembre[2]. Après la signature de l'armistice, la division est transférée en Allemagne où elle est dissoute au cours de l'année 1919.

## Chefs de corps
| Grade                        | Nom                | Date                         |
| ---------------------------- | ------------------ | ---------------------------- |
| Generalmajor/Generalleutnant | Oskar von Watter   | 1er mars 1915 - 4 mars 1918  |
| Generalmajor                 | Ernst Kabisch (de) | 5 mars 1918 - 8 février 1919 |